# Gyrinus dentipennis
Gyrinus dentipennis là một loài bọ cánh cứng trong họ van Gyrinidae. Loài này được Macleay miêu tả khoa học năm 1825.